# Eta Sagittarii
eta Sagittarii (η Sgr) – gwiazda w gwiazdozbiorze Strzelca, odległa o 146 lat świetlnych od Słońca.

## Nazwa
Gwiazda nie ma tradycyjnej nazwy, ale starożytni Arabowie określali nazwą „Odchodzące Strusie” (arab. ‏النعم الوارد‎ Al Naʽām al Wārid) cztery gwiazdy położone w pobliżu płaszczyzny Drogi Mlecznej („niebiańskiej rzeki”): Eta, Gamma, Delta i Epsilon Sagittarii. Astronom Nicolas-Louis de Lacaille, tworząc gwiazdozbiór Lunety, włączył doń gwiazdę Eta Sagittarii (jako Beta Telescopii), jednak ten podział nie został przyjęty.

## Charakterystyka
Eta Sagittarii to czerwony olbrzym reprezentujący typ widmowy M. Jego temperatura na podstawie typu widmowego jest oceniana na 3600 kelwinów, po uwzględnieniu promieniowania podczerwonego świeci ona 585 razy intensywniej niż Słońce. Ma on promień 62 razy większy niż Słońce i półtora raza większą masę. Prawdopodobnie ma nieaktywne helowe jądro, albo rozpoczęły się już w nim reakcje syntezy helu w węgiel i tlen. Jest to także gwiazda wolno zmienna nieregularna, której obserwowana wielkość gwiazdowa zmienia się od 3,08 do 3,12m (zmiana nie jest widoczna gołym okiem).
Jest to gwiazda podwójna. W odległości 3,6 sekundy kątowej (w 2010 roku) znajduje się Eta Sagittarii B o obserwowanej wielkości 8m, będąca żółtobiałą gwiazdą ciągu głównego należącą do typu F7, o masie 1,3 M☉. W przestrzeni dzieli je co najmniej 165 au, okres orbitalny tej pary to 1270 lat. Eta Sagittarii ma też optycznych kompanów, składnik C o wielkości 13,1m odległy o 28,3″ od olbrzyma (pomiar z 2008 r.) i składnik D o wielkości 10,04m oddalony o 93,8″ (w 2010).